# Евкарпий Никомидийский
Евкарпий Никомедийский (ок. 284—305) — воин, мученик. 
Память этого святого в Православной церкви 18 (31) марта. 
Пострадал в Никомедии во время гонения на христиан при императоре Диоклетиане (284—305). Вместе с мучеником Трофимом отличался большой жестокостью в преследовании христиан, но, благодаря Божиему откровению, они уверовали и приняли смерть за веру, были сожжены.